# Orthocraspis rectitermen
Orthocraspis rectitermen är en fjärilsart som beskrevs av Alfred Ernest Wileman. Orthocraspis rectitermen ingår i släktet Orthocraspis och familjen trågspinnare. Inga underarter finns listade i Catalogue of Life.